# Stor korslöpare
Stor korslöpare (Panagaeus cruxmajor) är en skalbaggsart som först beskrevs av Carl von Linné 1758.  Stor korslöpare ingår i släktet Panagaeus, och familjen jordlöpare. Enligt den finländska rödlistan är arten nära hotad i Finland. Arten är reproducerande i Sverige. Artens livsmiljö är stränder vid Östersjön.

## Bildgalleri

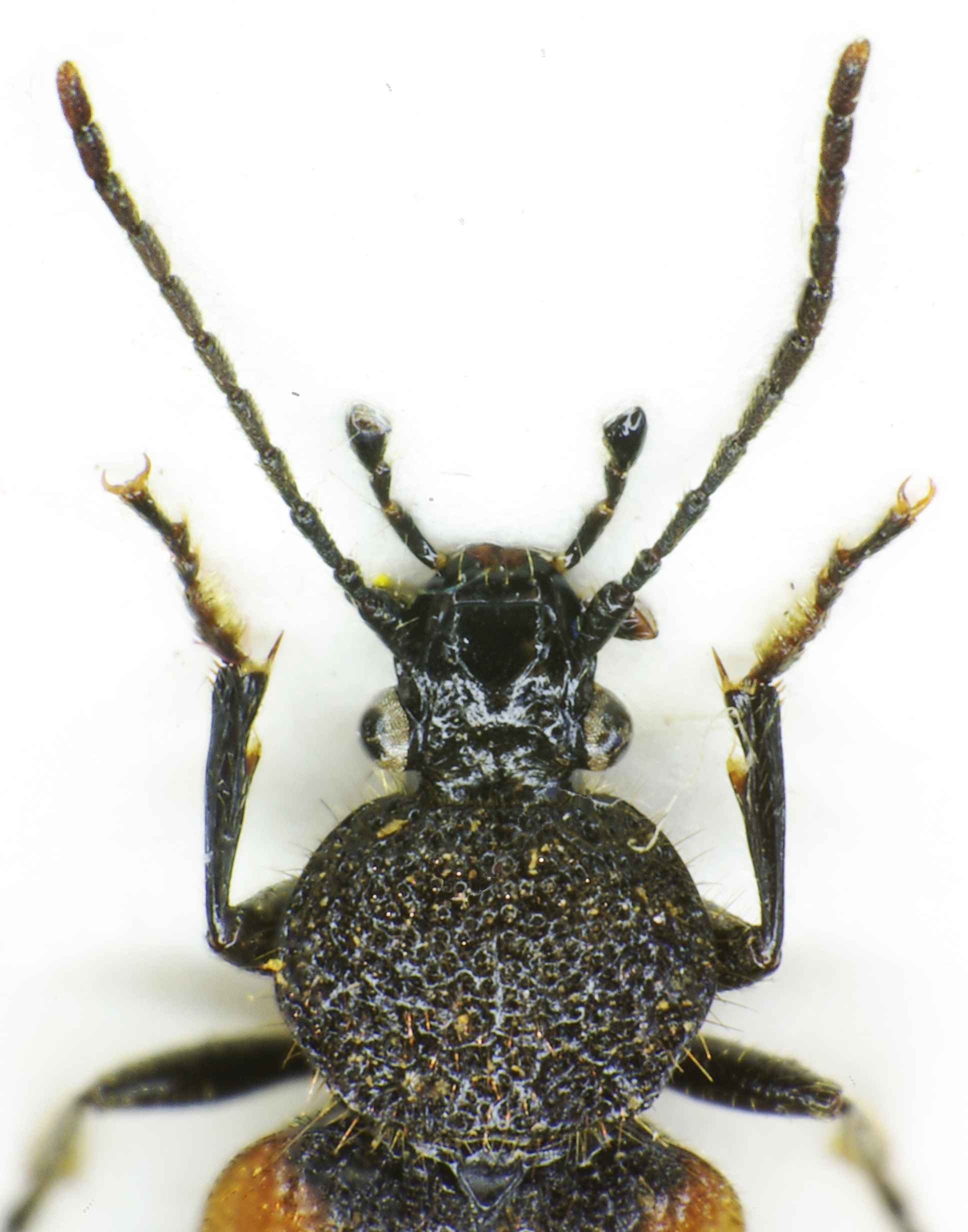
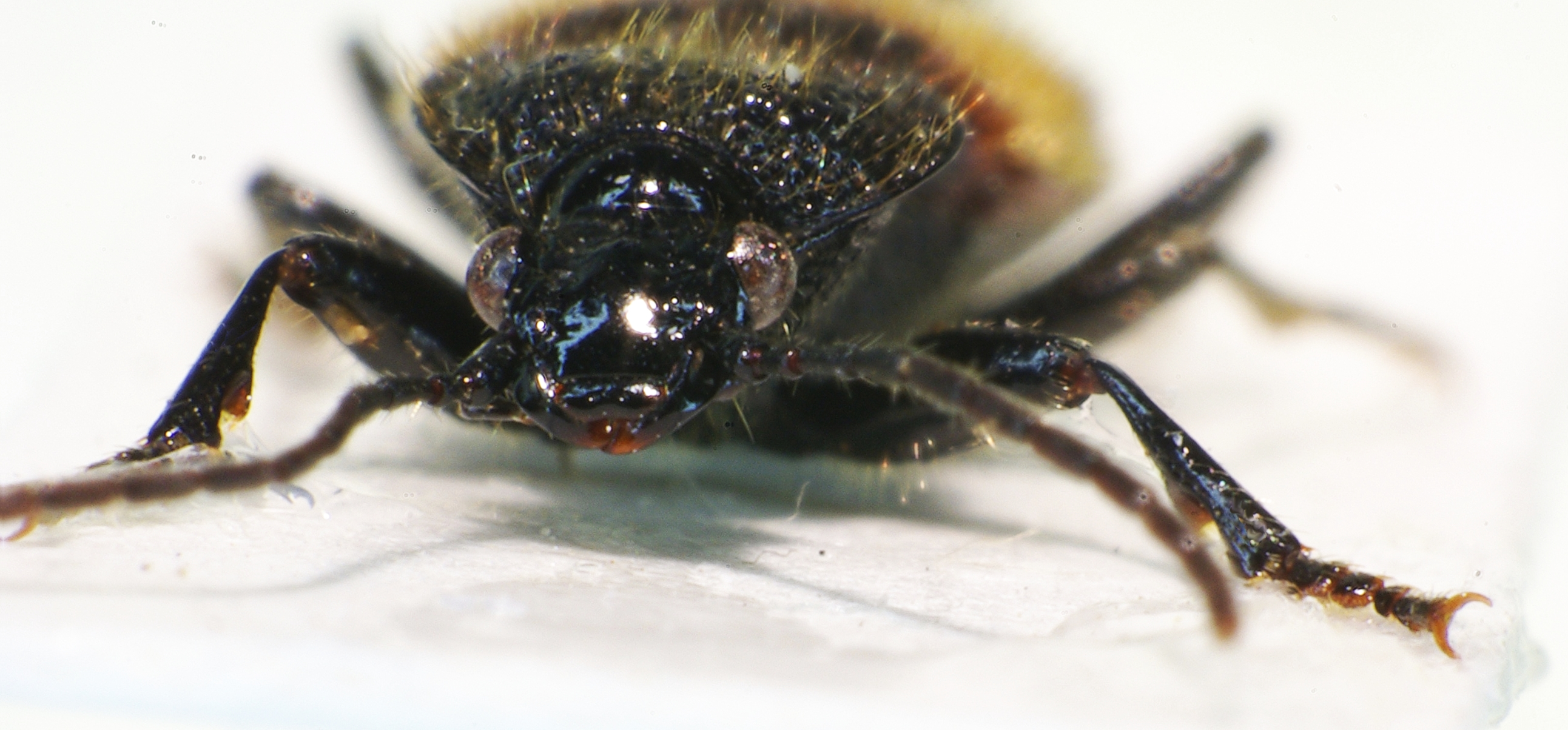
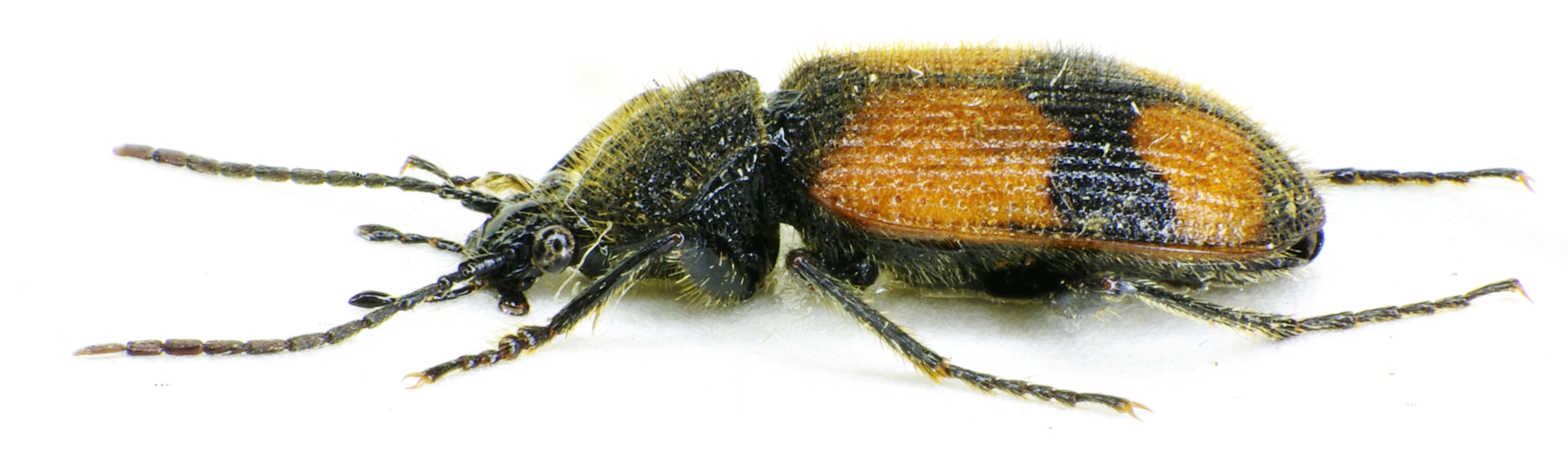
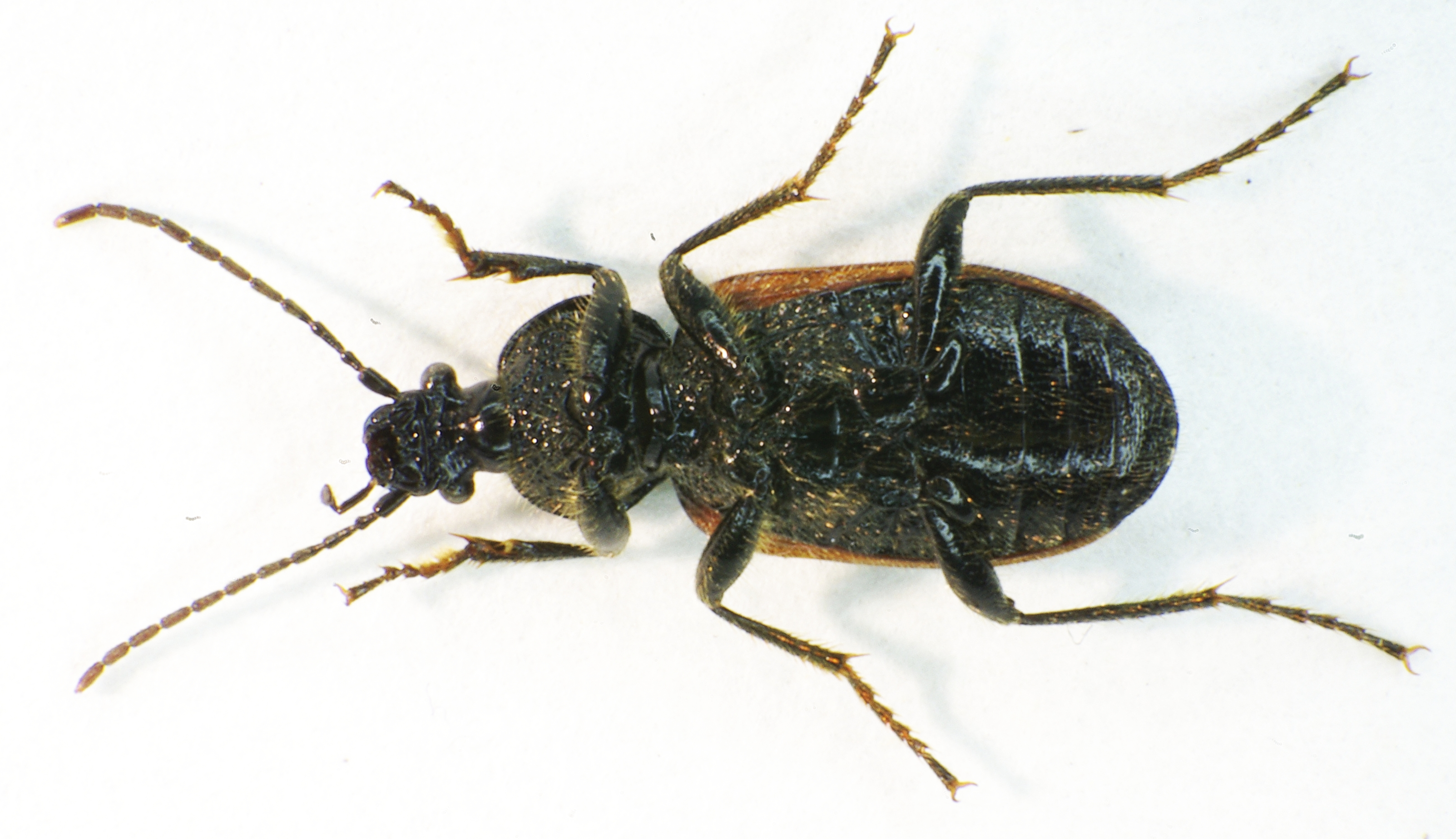
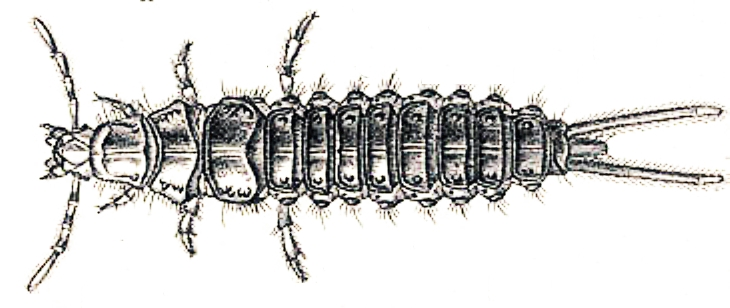
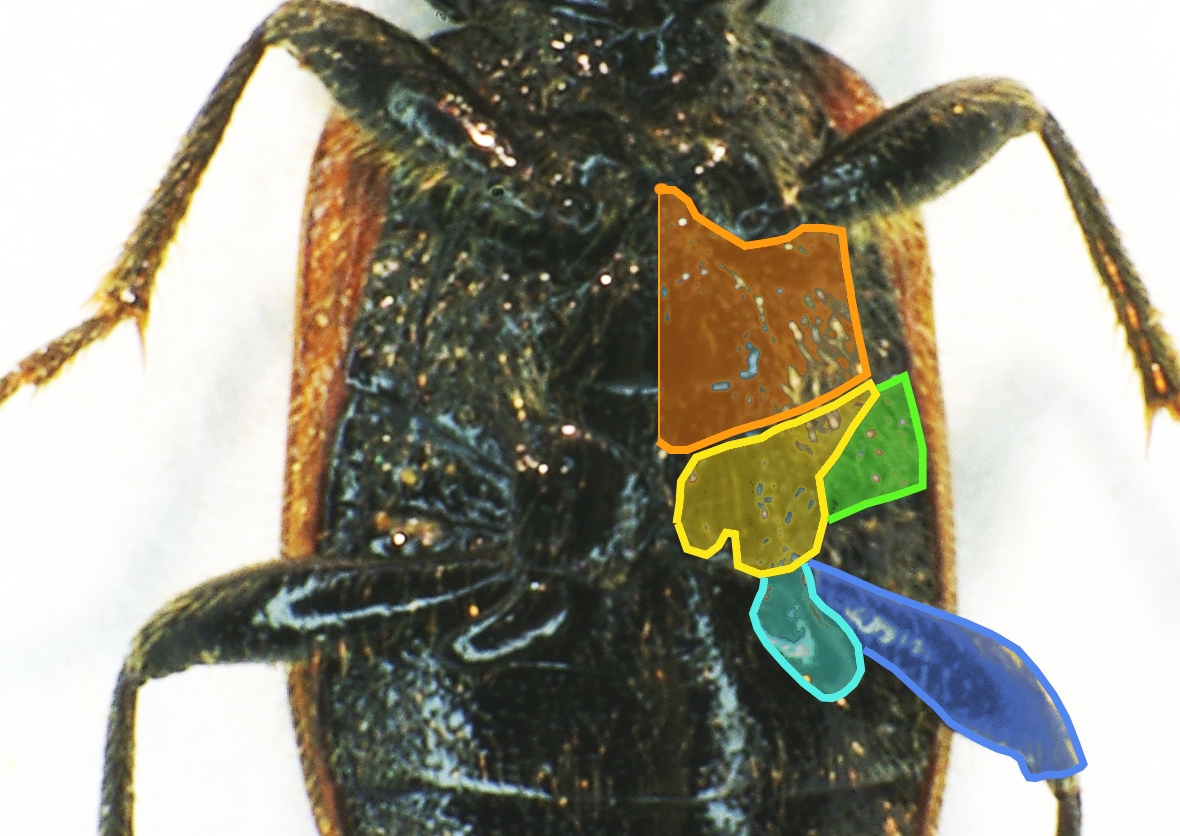